# Thoughts and Prayers
Thoughts and Prayers is het negende en meest recente studioalbum van de Amerikaanse punkband Good Riddance. Het album werd uitgegeven op 19 juli 2019 via het onafhankelijke punklabel Fat Wreck Chords op cd en lp. Het is het tweede studioalbum van Good Riddance sinds 2012, toen de band weer bij elkaar kwam na in 2007 uit elkaar gegaan te zijn. Het album werd over het algemeen positief ontvangen door recensenten.

## Achtergrond
Vier jaar na de uitgave van het achtste studioalbum Peace in Our Time (2015) kondigde Good Riddance op 16 mei 2019 via Instagram het nieuwe studioalbum aan, getiteld Thoughts and Prayers. Tevens werd het nummer "Don't Have Time" online gezet. Vier weken later werd ook het nummer "Our Great Divide" beschikbaar gemaakt voor streamen.
Op 17 juli, twee dagen voor de uitgave van het album, werd het gehele album beschikbaar gemaakt voor streamen via YouTube door het Britse muziektijdschrift Kerrang!. In het tijdschrift wordt ook per nummer van het album door zanger Russ Rankin uitgelegd waar de tekst over gaat.

## Nummers
1. "Edmund Pettus Bridge" - 2:57
2. "Rapture" - 0:46
3. "Don't Have Time" - 1:27
4. "Our Great Divide" - 2:17
5. "Wish You Well" - 2:43
6. "Precariat" - 2:30
7. "No King but Caesar" - 2:50
8. "Who We Are" - 3:23
9. "No Safe Place" - 2:33
10. "Pox Americana" - 1:29
11. "Lo Que Sucede" - 2:26
12. "Requisite Catastrophes" - 3:11

## Band
- Chuck Platt - basgitaar
- Sean Sellers - drums
- Luke Pabich - gitaar
- Russ Rankin - zang